# Amanz Gressly
Amanz Gressly, född 1814, död 1865, var en schweizisk paleontolog och geolog.
Amanz Gressly studerade först teologi men under inflytande från Louis Agassiz övergick han till geologin. Hans arbeten rör främst Jurabergens struktur. Han införde begreppet facies i geologin.